# Diosmine
La diosmine est un composé chimique de la famille des flavones. C'est plus précisément un hétéroside, le 7-O-rutinoside d'une flavone, la diosmétine.
La diosmine est un phlébotonique oral semi-synthétique, utilisé dans le traitement des maladies veineuses, comme l'insuffisance veineuse chronique ou les maladies hémorroïdales, contre les hémorroïdes aigües ou chroniques, à la place d'une ligature élastique, en combinaison avec un complément en fibres ou en traitement adjuvant à une hémorroïdectomie afin de réduire les saignements secondaires.
Dans un premier temps, la progression de l'insuffisance veineuse chronique est liée à l'hypertension veineuse. Les premières plaintes ou symptômes, ainsi que la détérioration de la paroi des vaisseaux, la restructuration des vannes et, éventuellement, les varices, résultent non seulement d'une élévation de la pression, mais aussi d'une cascade d'événements biochimiques liés à la fois à la macro- et à la microcirculation. L'épaississement et le remodelage de la paroi veineuse sont influencés par deux paramètres: un stress de cisaillement anormal et une hypoxie qui activent d'abord l'endothélium au niveau de la valve cuspide, puis dans les grandes veines. L'hypoxie entraîne l'activation de l'endothélium et de l'accumulation de leucocytes. En inhibant l'activation endothéliale, la fraction flavonoide purifiée (MPFF), un agent protecteur de l'œdème, peut prévenir la cascade inflammatoire résultant de l'interaction leucocytaire-endothélenium. Cela retarde ensuite l'apparition du reflux et inhibe le déclenchement du cercle vicieux en se terminant par une pression veineuse accrue. C'est ainsi que la diosmine soulage les patients des symptômes et des œdèmes et prévient peut-être également l'apparition de varices. Les troubles rhéologiques jouent également un rôle majeur dans l'apparition de ces troubles. De plus, l'hypertension veineuse provoque des fuites des vaisseaux et des capillaires présentant une perméabilité accrue, entraînant une augmentation de la charge hydrostatique, et une surcharge du réseau lymphatique, ce qui entraîne par la suite une exauventation de fluide provoquant des œdèmes. Le dysfonctionnement microcirculatoire entraîne des lésions capillaires, des modifications cutanées et des ulcères veineux de la jambe. L'efficacité clinique de diosmine dans les ulcères veineux de la jambe a été démontrée par plusieurs études randomisées contrôlées, dans lesquelles la vitesse de cicatrisation des ulcères a été significativement raccourcie. Une explication de la capacité à accélérer la cicatrisation des ulcères provient de la protection exercée par diosmine sur la microcirculation.
Certaines études cliniques se sont cependant montrées non concluantes et aucun article dans une publication à comité de lecture sur son usage contre les maladies vasculaires n'a été publié,.
La diosmine est actuellement un médicament prescrit dans certains pays d'Europe et qui est vendu comme complément alimentaire aux États-Unis et dans le reste de l'Europe.